# Glukarpidaza
Glukarpidaza je rekombinantna forma enzima karboksipeptidaze koja se proizvodi pomoću bakterije Ешерихија коли. Kod pacijenata, glukarpidaza inaktivira metotreksat, i druge antifolate, putem hidrolize glutamata na karboksilnom kraju tih jedinjenja. Pošto dolazi do enzimatske eliminacije metotreksat umesto renalne, glukarpidaza se korisiti kod pacijenata na metotreksatnom tretmanu sa disfunkcionalnim bubrezima, kod koji se javljaju abnormalno visoke koncentracije metotreksata u plazmi (>1 mikromol po litru). Glukarpidaza je u prodaji pod imenom Voraxaze.

## Literatura
- Hardman JG, Limbird LE, Gilman AG (2001). Goodman & Gilman's The Pharmacological Basis of Therapeutics (10. изд.). New York: McGraw-Hill. ISBN 0071354697. doi:10.1036/0071422803.
- Thomas L. Lemke; David A. Williams, ур. (2007). Foye's Principles of Medicinal Chemistry (6. изд.). Baltimore: Lippincott Willams & Wilkins. ISBN 0781768799.

## Spoljašnje veze
|  | Molimo Vas, obratite pažnju na važno upozorenje u vezi sa temama iz oblasti medicine (zdravlja). |